# 王育 (晋朝)
王育（？—？），字伯春，西晋京兆（治今陕西西安西北）人，西晋、汉赵官员。

## 生平
王育年少时孤贫，给人牧羊，路过学堂的时候，经常会哭泣。有空的时候，折蒲草学写字。同郡许子章听说后，供给他衣食，让他和自己的儿子为同学。王育好学，博通经史。初为太守主簿，转任南武阳令，为政清约。累迁并州督护。成都王司马颖授王育为破虏将军、振武将军。永兴元年（304年），领兵攻汉国刘渊，被刘渊所俘。王育遂成为汉国大臣。310年，刘聪即位，王育为右仆射，312年正月廿二日，刘聪封司空王育和尚书令任顗的女儿为左、右昭仪，中军大将军王彰、中书监范隆、左仆射马景三人的女儿都为夫人，右仆射朱纪的女儿为贵妃，都授予金印紫绶。十月，刘聪封儿子刘恒为代王，刘逞为吴王，刘朗为颍川王，刘皋为零陵王，刘旭为丹阳王，刘京为蜀王，刘坦为九江王，刘晃为临川王。王育为太保、王彰为太尉，任顗为司徒，马景为司空，朱纪为尚书令，范隆为左仆射，呼延晏为右仆射。 314年，刘聪让儿子刘粲担任丞相、兼大将军、录尚书事，进封为晋王。以江都王刘延年担任录尚书六条事，让汝阴王刘景任太师，王育任太傅，任顗任太保，马景任大司徒，朱纪任大司空，中山王刘曜任大司马。